# Hübschhorn
Hübschhorn är ett berg i Schweiz.   Det ligger i distriktet Brig och kantonen Valais, i den södra delen av landet, 90 km sydost om huvudstaden Bern. Toppen på Hübschhorn är 3 192 meter över havet, eller 347 meter över den omgivande terrängen. Bredden vid basen är 1,5 km.
Terrängen runt Hübschhorn är huvudsakligen mycket bergig. Närmaste större samhälle är Brig, 10,4 km nordväst om Hübschhorn. 
I omgivningarna runt Hübschhorn växer i huvudsak blandskog. Runt Hübschhorn är det mycket glesbefolkat, med 3 invånare per kvadratkilometer.